# A fior di pelle (Andrea Mirò)
A fior di pelle è un album discografico della cantautrice italiana Andrea Mirò, pubblicato nel 2007.

## Tracce
1. Il vento – 3:44
2. Il mio amico Dario – 3:27
3. Foto di gruppo – 3:23
4. Preghierina dell'infame – 3:19
5. L'uomo del faro – 4:10
6. Don't Let Me Be Misunderstood – 3:37
7. Partono i tram – 3:38
8. Lettera in settembre – 3:36
9. Lontano dagli occhi – 3:48
10. Pater Familias – 3:32
11. Amore d'acqua – 4:27